# Lomwe (langue)
Pour les articles homonymes, voir Lomwe.
Le lomwe est une langue bantoue du sous-groupe makua parlée au Mozambique dans la province de Zambézie et le sud de la province de Nampula. En 2006, elle parlée par près de 1,5 million de personnes.
Avec la colonisation Portugaise, cette langue comprend de nombreux mots, et du vocabulaire issus du Portugais, mais aussi, du Swahili.